# Cyril Cusack

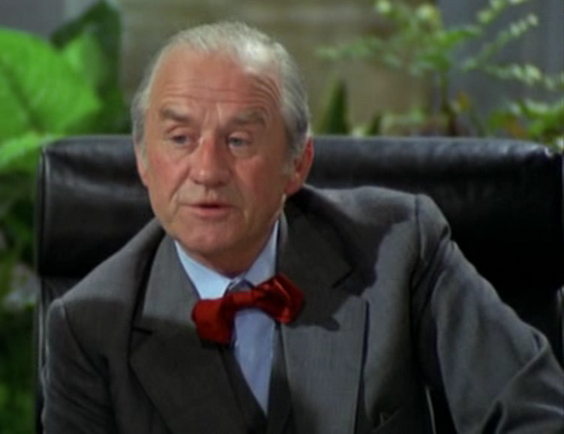
Cusack in der Rolle des Corso im Thriller La mala ordine / Der Mafiaboss (1972)

Cyril James Cusack (* 26. November 1910 in Durban, Südafrika; † 7. Oktober 1993 in London) war ein irischer Schauspieler, der über einen Zeitraum von 70 Jahren als Darsteller in Film, Fernsehen und am Theater wirkte. Er galt weithin als bester irischer Schauspieler seiner Generation.

## Karriere
Cyril Cusack wurde im südafrikanischen Durban als Sohn einer englischen Schauspielerin und eines irischen Polizisten geboren. Seine Eltern trennten sich bald nach seiner Geburt, woraufhin Cusack seine Kindheit mit seiner Mutter in England und Irland verbrachte. An ihrer Seite stand er bereits im Alter von sieben Jahren zum ersten Mal auf der Bühne und wurde danach zu einem erfolgreichen Kinderdarsteller. Nachdem Cusack das University College Dublin ohne Abschluss verlassen hatte, wurde er 1932 Mitglied des Ensembles des Dubliner Abbey Theatre. Seinen größten Erfolg verbuchte er dort als Christy Mahon in Der Held der westlichen Welt von John Millington Synge. Er blieb dem Abbey Theatre bis 1947 verbunden, als er eine eigene Theatergesellschaft gründete. Mit dieser trat Cusack unter anderem in Dublin, Paris und New York auf. 1963 wechselte er zur Londoner Royal Shakespeare Company, der er über mehrere Jahre angehörte.
Bereits 1918, noch im Kindesalter, hatte Cusack einen ersten Filmauftritt im Stummfilm Knocknagow. Ab Ende der 1940er Jahre begann Cusack, regelmäßig als Darsteller für Film und Fernsehen zu arbeiten. Er wirkte danach in vielen internationalen Filmen mit. Zu seinen bekanntesten gehören François Truffauts dystopischer Science-Fiction-Film Fahrenheit 451 mit Oskar Werner und Julie Christie, Hal Ashbys Schwarze Komödie Harold und Maude mit Ruth Gordon sowie das oscarprämierte Filmdrama Mein linker Fuß mit Daniel Day-Lewis. Außerdem spielte Cusack in der Filmkomödie Zwei Himmelhunde auf dem Weg zur Hölle mit Bud Spencer und Terence Hill den alten, verschrobenen Matto und in der Neuverfilmung des gleichnamigen Romans von George Orwell 1984 den zwielichtigen Kramladenbesitzer Mr. Charrington.
Wegen seiner kleinen Statur blieben dem Charakterdarsteller bis auf wenige Ausnahmen Hauptrollen verwehrt, obwohl er bei Kritikern wie auch bei Schauspielkollegen hohe Anerkennung genoss. Alec Guinness etwa zählte Cusack zu seinen Lieblingschauspielern. Häufig verkörperte der Schauspieler liebenswert-komödiantische Figuren wie Pfarrer oder Butler, gelegentlich aber auch negative und abgründig boshafte Rollen. Zwei seiner wenigen Hauptrollen waren Galileo Galilei in Liliana Cavanis Historiendrama Galilei und der Schwarzbrenner im kontroversen irischen Filmdrama Poitín. Einen seiner letzten Leinwandauftritte übernahm Cusack als väterlicher Freund von Tom Cruise im US-Spielfilm In einem fernen Land. Bis zu seinem Tod 1993 im Alter von 82 Jahren war Cusack beruflich tätig.

## Privatleben
Cyril Cusack war ein enger Freund des irischen Präsidenten Cearbhall Ó Dálaigh und engagierte sich in Irland mehrfach für konservative Politik, so auch für ein Verbot von Abtreibungen.
Der Schauspieler hatte insgesamt sechs Kinder, darunter die Schauspielerinnen Sinéad Cusack, Sorcha Cusack und Niamh Cusack. Zu den Enkeln von Cusack gehören der Politiker Richard Boyd Barrett sowie der Schauspieler Max Irons. Er hinterließ bei seinem Tod seine zweite Frau Mary Rose Cunningham, die er 1979 – zwei Jahre nach dem Tod seiner ersten Ehefrau Maureen – geheiratet hatte.

## Filmografie (Auswahl)
- 1918: Knocknagow
- 1947: Ausgestoßen (Odd Man Out)
- 1948: Wettfahrt mit dem Tode (Once a Jolly Swagman)
- 1949: Experten aus dem Hinterzimmer (The Small Back Room)
- 1949: Die blaue Lagune (The Blue Lagoon)
- 1950: Das dunkelrote Siegel (The Elusive Pimpernel)
- 1950: Die schwarze Füchsin (Gone to Earth)
- 1951:  Drei auf Abenteuer (Soldiers Three)
- 1951: Das Herz einer Mutter (The Blue Veil)
- 1951: Vergeltung am Teufelssee (The Secret of Convict Lake)
- 1953: Saadia
- 1954: The Last Moment
- 1954: Destination Milan
- 1955: The March Hare
- 1955: Eine Frau kommt an Bord (Passage Home)
- 1956: Der Mann, den es nie gab (The Man Who Never Was)
- 1956: Der spanische Gärtner (The Spanish Gardener)
- 1957: Der Mann, der sich selbst verlor (Man in the road)
- 1957: Eine Braut in jeder Straße (Miracle in Soho)
- 1958: Chefinspektor Gideon (Gideon of Scotland Yard)
- 1959: Flut der Furcht (Floods of fear)
- 1959: Ein Händedruck des Teufels (Shake hands with the devil)
- 1960: Der Schuß aus dem Nichts (Johnny Nobody)
- 1960: Aufstand im Morgengrauen (The Night Fighters)
- 1961: Die Kraft und die Herrlichkeit (The Power and the Glory)
- 1961: Das Geheimnis der grünen Droge (I Thank a Fool)
- 1962: Walzer der Toreros (Waltz of the Toreados)
- 1965: Dolche in der Kasbah (Where the spies are)
- 1965: Hier war ich glücklich (I was happy here)
- 1965: Der Spion, der aus der Kälte kam (The Spy Who Came in from the Cold)
- 1966: Fahrenheit 451
- 1967: Der Widerspenstigen Zähmung (The Taming of the Shrew)
- 1967: Dial M for Murder
- 1967: König Oedipus (Oedipus the King)
- 1969: Galileo Galilei
- 1969: David Copperfield
- 1971: King Lear
- 1971: Sacco und Vanzetti (Sacco e Vanzetti)
- 1971: Harold und Maude (Harold and Maude)
- 1972: Das Syndikat (La polizia ringrazia)
- 1972: Poet Game
- 1972: Der Tod des Paten (La mala ordine)
- 1972: Zwei Himmelhunde auf dem Weg zur Hölle (Più forte, ragazzi!)
- 1973: Kategorischer Imperativ gegen ein Verbrechen im Zorn
- 1973: Katholiken (Catholics)
- 1973: Der Schakal (The Day of the Jackal)
- 1974: Christina – Zwischen Thron und Liebe (The Abdication)
- 1974: J & M – Dynamit in der Schnauze (Joe e Margherito)
- 1974: Achtzehn Stunden bis zur Ewigkeit (Juggernaut)
- 1977: Jesus von Nazareth (Gesù di Nazareth)
- 1978: Die Elenden (Les misérables)
- 1980: Die Zeitbombe (Cry of innocent)
- 1981: Fesseln der Macht (True Confessions)
- 1981: Die kleine Welt des Don Camillo (The Little World of Don Camillo)
- 1983: Wagner – Das Leben und Werk Richard Wagners (Wagner)
- 1983: Der Eisvogel (The Kingfisher)
- 1984: Keiner haut wie Don Camillo (Don Camillo)
- 1984: 1984
- 1988: Klein Dorrit (Little Dorrit)
- 1988: Der 10. Mann (The Tenth Man)
- 1989: Danny, der Champion (Danny the Champion of the World)
- 1989: Mein linker Fuß (My Left Foot)
- 1992: In einem fernen Land (Far And Away)
- 1992: As You Like It
- 1993: Die Abenteuer des jungen Indiana Jones (The Young Indiana Jones Chronicles)